# Берсуатский сельский округ
Берсуа́тский се́льский окру́г (каз. Бірсуат ауылдық округі) — административная единица в составе Аршалынского района Акмолинской области.
Административный центр — село Берсуат.

## География
Административно-территориальное образование расположено в южной части Аршалынского района. В состав сельского округа входит 2 населённых пункта. 
Граничит с землями административных единиц:
- Акбулакский сельский округ — на севере,
- Анарский сельский округ — на северо-востоке,
- Осакаровский район Карагандинской области — на востоке, юге,
- Нуринский район — на западе.

Территория сельского округа расположена на казахском мелкосопочнике. Рельеф местности в основном представляет из себя равнину с малыми возвышенностями. Перепад высот незначительны; средняя высота округа — около 450 метров над уровнем моря.
Гидрографическая сеть округа представлена водохранилищем Берсуатское и озерами Байдалы, Кочковатое, Рыбное.
Климат холодно-умеренный, с хорошей влажностью. Среднегодовая температура воздуха отрицательная и составляет около -4,1°С. Среднемесячная температура воздуха в июле достигает +20,1°С. Среднемесячная температура января составляет около -13,8°С. Среднегодовое количество осадков составляет около 420 мм. Основная часть осадков выпадает в период с июня по июль.

## История
В 1989 году существовал как — Берсуатский сельсовет (сёла Раздольное, Байдалы, Берсуат).
В периоде 1991—1998 годов Берсуатский сельсовет был преобразован в сельский округ.
В 2008 году село Раздольное было переименовано в село Берсуат. Село Берсуат было переименовано и преобразовано в аул Шалгай.
В 2010 году аул Шалгай был упразднен.

## Население
| Численность населения | Численность населения | Численность населения |
| 1989                  | 1999                  | 2009                  |
| --------------------- | --------------------- | --------------------- |
| 1714                  | ↘1205                 | ↘901                  |

## Состав
| № | Населённый пункт | Тип населённого пункта       | Население, 1989 | Население, 1999 | Население, 2009 |
| - | ---------------- | ---------------------------- | --------------- | --------------- | --------------- |
| 1 | Байдала          | село                         | 375             | 231             | 158             |
| 2 | Берсуат          | село, административный центр | 1 006           | 778             | 717             |
| 3 | Шалгай           | аул, упразднён               | 333             | 196             | 26              |

## Местное самоуправление
Аппарат акима Берсуатского сельского округа — село Берсуат, улица Бейбитшилик, 9.
- Аким сельского округа — Султанбеков Бахтияр Арынович[1].